# Sudamericano Juvenil de Rugby 2000
El Sudamericano Juvenil de Rugby de 2000 se llevó a cabo en Chile con 4 selecciones de jugadores menores de 19 años de uniones afiliadas a la Confederación Sudamericana de Rugby.
Los partidos se disputaron en Santiago, en el nuevo Centro de Alto Rendimiento del Rugby (CARR) perteneciente a la federación de ese país. El título fue para los argentinos, mientras que el segundo puesto lo obtuvo la selección local que venció en la segunda fecha a su similar uruguayo, hito que no conseguía desde 1990 por este torneo.

## Equipos participantes
- Selección juvenil de rugby de Argentina (Pumas M19)
- Selección juvenil de rugby de Chile (Cóndores M19)
- Selección juvenil de rugby de Paraguay (Yacarés M19)
- Selección juvenil de rugby de Uruguay (Teros M19)

## Posiciones
| Pos. | Equipo    | Encuentros | Encuentros | Encuentros | Encuentros | Tantos  | Tantos    | Tantos     | Puntos |
| Pos. | Equipo    | jugados    | ganados    | empatados  | perdidos   | a favor | en contra | diferencia | Puntos |
| ---- | --------- | ---------- | ---------- | ---------- | ---------- | ------- | --------- | ---------- | ------ |
| 1    | Argentina | 3          | 3          | 0          | 0          | 131     | 14        | + 117      | 9      |
| 2    | Chile     | 3          | 2          | 0          | 1          | 58      | 42        | + 16       | 6      |
| 3    | Uruguay   | 3          | 1          | 0          | 2          | 25      | 40        | - 15       | 3      |
| 4    | Paraguay  | 3          | 0          | 0          | 3          | 6       | 124       | - 118      | 0      |

Nota: Se otorgan 3 puntos al equipo que gane un partido, 1 al que empate, 0 al que pierda

## Resultados

### Primera Fecha
| 6 de noviembre 16:30 | Argentina | 23 - 6 | Uruguay | CARR, Santiago, Chile |  |

| 6 de noviembre 18:00 | Chile | 39 - 0 | Paraguay | CARR, Santiago, Chile |  |

### Segunda Fecha[2]
| 8 de noviembre 16:30 | Argentina | 72 - 0 | Paraguay | CARR, Santiago, Chile                |  |
|                      |           |        |          | Árbitro(s): Fernando Benavides Chile |  |

| 8 de noviembre 18:00 | Chile | 11 - 6 | Uruguay | CARR, Santiago, Chile               |  |
|                      |       |        |         | Árbitro(s): José Díaz Arce Paraguay |  |

### Tercera Fecha[3]
| 11 de noviembre 15:00 | Uruguay | 13 - 6 | Paraguay | CARR, Santiago, Chile |  |

| 11 de noviembre 17:30 | Chile | 8 - 36 | Argentina | CARR, Santiago, Chile |  |

| Bandera de Argentina |
| Campeón Argentina    |
| Décimo quinto título |